# 塞巴斯蒂安·克劳普
塞巴斯蒂安·克劳普（瑞典語：Sebastian Kraupp，1985年5月20日—），瑞典男子冰壶运动员。他曾代表瑞典参加2010年和2014年冬季奥林匹克运动会冰壶比赛，其中2014年奥运会获得一枚铜牌。